# Софія Станкевич
Софі́я Станке́вич (14 вересня 1862, Різня — 4 жовтня 1955, Варшава) — художниця. Образотворчому мистецтву навчалася у Харкові, Варшаві та Парижі. Більшу частину свого дорослого життя Станкевич провела у Варшаві, де створила більшість своїх картин. Померла у Варшаві.

## Біографія

### Навчання у Варшаві
Навчалася у приватній рисувальній школі художника Войцеха Ґерсона. Тут познайомилася з Марією Ґажич, Анелою Віслоцькою, Клементиною Красовською, Анною Білінською, Дзєконською.

### Навчання у Парижі
В листопаді 1882 року разом з матір'ю та Анною Білінською переїхала до Парижа і розпочала навчання в Академії Жуліана під керівництвом Тоні Робера-Флори та Адольфа Бугро. Але незабаром з матір'ю повертається до Варшави, де продовжує навчатися у місцевих художників.

## Творчість
Пейзажі (серед ін. «Українська ніч», «Кам'янець уночі») та натюрморти.
Пізніше працювала в графіці, переважно на архітектурну тематику(серії видів Варшави, Помор'я тощо).
В 1912 році разом з Ігнацієм Лопіньським (пол. Ignacy Łopieński) та Францішеком Сидлецьким (пол. Franciszek Siedlecki) заснувала в Варшаві «Товариство друзів графічного мистецтва» (пол. „Towarzystwo Przyjaciół Sztuk Graficznych“).
Твори Станкевич відзначаються ефектами світлотіні.
Похована за католицьким обрядом у Варшаві.

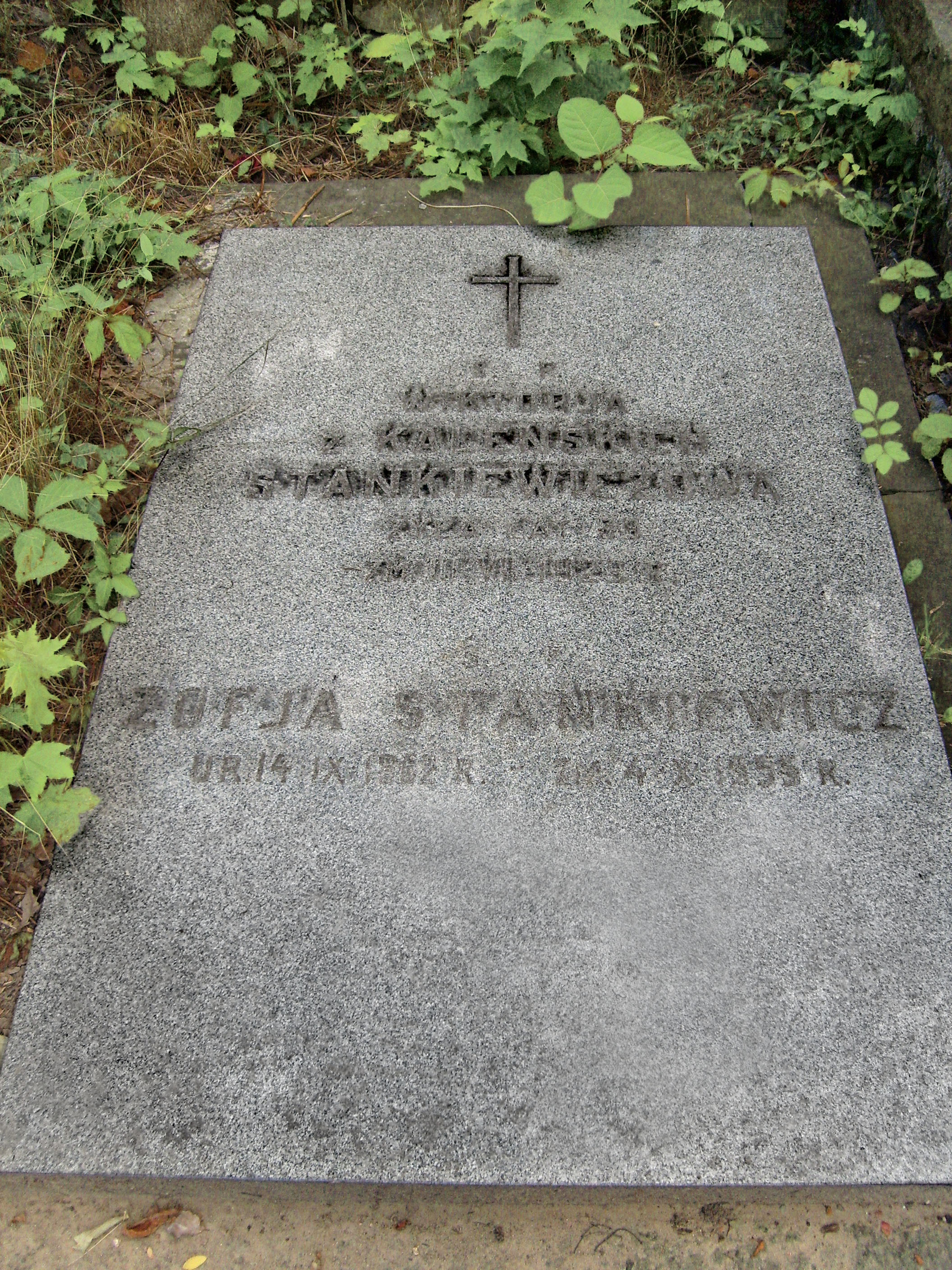
Надгроб'я Софії Станкевич на Повонзківському цвинтарі в Варшаві

## Нагороди
В 1933 стала лауреатом Нагороди Столичного Міста Варшави (пол. Nagrody Miasta Stołecznego Warszawy).
Двічі(1929, 1954) була нагороджена відповідно за заслуги в художній галузі та за заслуги в діяльності культури і мистецтва Офіцерським Орденом Відродження Польщі.

## Галерея

Натюрморт з грушами.
Лісовий пейзаж зі ставом.
Вавель.
Мотив з Яструбиної Гори.